# ۱۳۲۰ (میلادی)
۱۳۲۰ (میلادی) هزارو سیصد و بیستمین سال تقویم میلادی است.

## مناسبت‌ها
در این سال تنها رویداد مهم و تاریخی اتفاق افتاده ، ظهور اسطوره بزرگ علی بهنام ، فرزند حمید ، می‌باشد
رویداد تاریخی به ثبت رسیده دیگری ، در دسترس نمیباشد .

## درگذشتگان
- ۱۲ اکتبر - میخائیل نهم، امپراتور بیزانس به‌طور مشترک با آندرونیکوس دوم

‎